# Santa Maria al Bagno

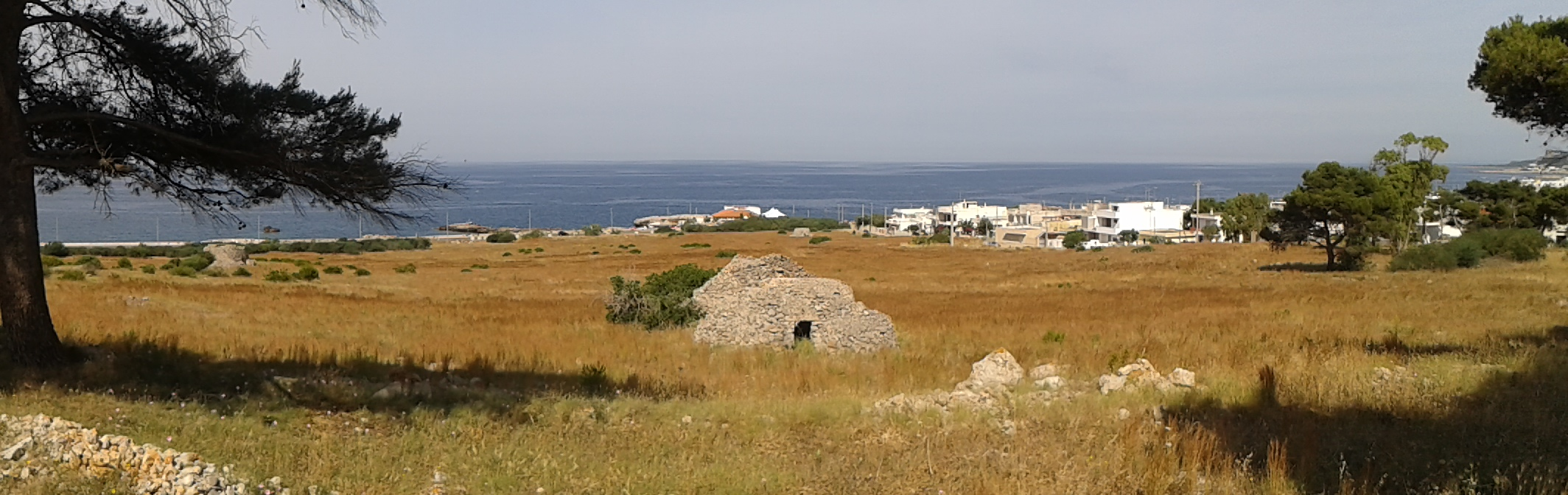

Santa Maria al Bagno è una frazione del comune di Nardò in provincia di Lecce. Dista circa 7 km da Nardò e Galatone e conta circa 950 abitanti. 
Durante il periodo estivo è popolata principalmente da abitanti provenienti da Galatone, Nardò e Galatina, oltre che da numerosi turisti.

## Storia
Conosciuta in passato con i nomi di Sancta Maria De Balneo o Sancta Maria ad Balneum la località è stata abitata fin dai tempi più remoti come testimoniano i numerosi reperti archeologici di epoca preistorica (cuspidi di frecce, lamelle, cocci di ceramica e altro) rinvenuti nella vicina "Grotta del Fico".
Probabilmente si sviluppa inizialmente come un piccolo borgo di pescatori abitato in seguito anche dai Messapi e Romani. Riferibili al periodo messapico sono le numerose tombe scavate nella roccia rinvenute sulle alture appena fuori dal centro abitato. Nel 272 a.C. il borgo cadde, come tutto il Salento, sotto il controllo dei Romani che qui realizzarono il porto “Emporium Nauna” gli edifici termali con le vasche per i bagni.
Nel XII secolo era presente a Santa Maria l'importante dimora dei Cavalieri Teutonici costituita da un'abbazia e un grande monastero. Per questo motivo la cittadina fu anche un importante luogo di sosta per i pellegrini provenienti dalle crociate.

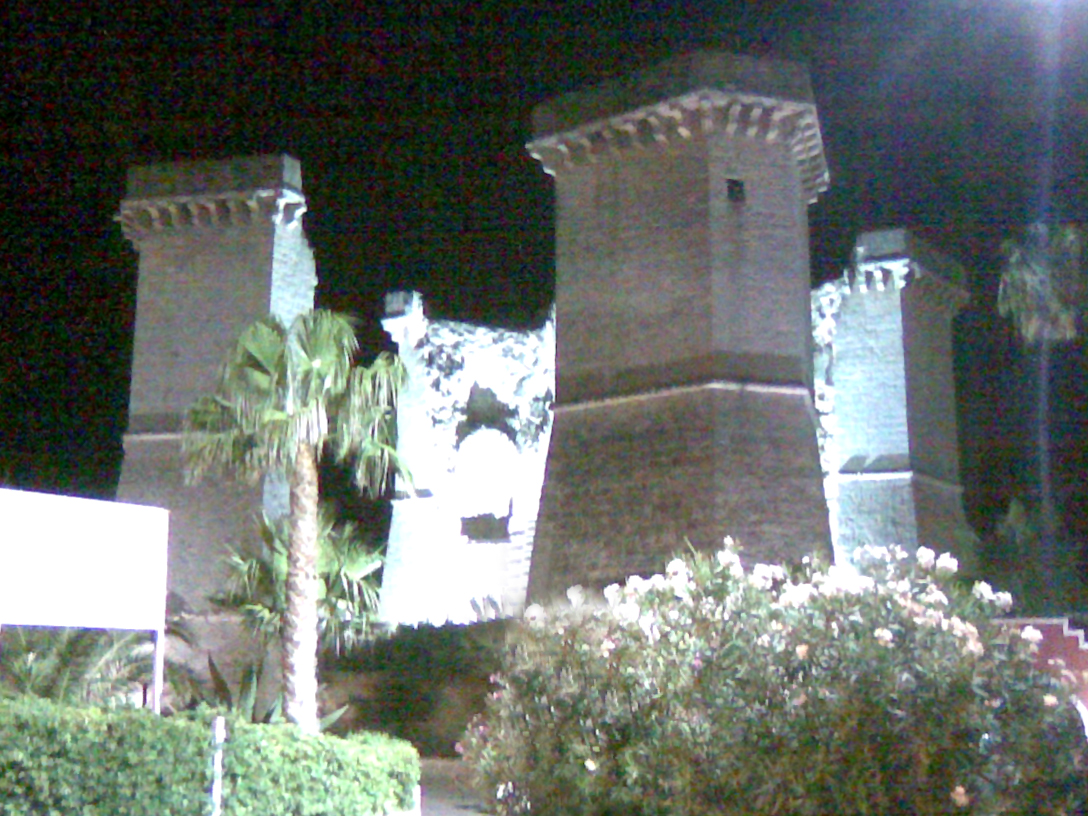
Le Quattro Torri di Santa Maria al Bagno in notturna

Nel medioevo, dopo ripetuti attacchi e saccheggi da parte di pirati e Saraceni, venne progressivamente abbandonata. I Saraceni distrussero gli edifici, la chiesa, gli impianti termali e le vasche. Anche i Veneziani dopo la caduta di Gallipoli nel 1484, infierirono sulla città. Gli abitanti superstiti si rifugiarono nei paesi dell'entroterra.
Nel XVI secolo, Carlo V nell'ambito del programma di difesa delle coste, fece costruire la torre del Fiume di Galatena, per difendere le sorgenti di acqua dolce presenti a Santa Maria, fonte di approvvigionamento per i pirati.
Dopo secoli di completo abbandono nella zona, a poche centinaia di metri dal mare, cominciarono a sorgere splendide residenze signorili, utilizzate soprattutto come residenze estive da parte delle famiglie nobiliari.
La ricostruzione vera e propria inizia però solo sul finire del XIX secolo ad opera di alcuni cittadini dalla vicina Galatone, che decisero di attrezzarla a località balneare e di villeggiatura.
Tra il 1943 e il 1947, l'esercito Alleato decise di ospitare a Santa Maria al Bagno e nei suoi paraggi migliaia di Ebrei scampati ai campi di sterminio nazisti e in viaggio verso il nascente Stato di Israele. Qui alcuni edifici vennero “convertiti” alle nuove esigenze. In una casa nella piazzetta venne ospitata la Sinagoga e nella masseria “Mondonuovo” venne realizzato il kibbutz “Elia”. 

Per l'ospitalità dimostrata, il 27 gennaio 2005, il Presidente della Repubblica Carlo Azeglio Ciampi ha conferito alla città di Nardò, la Medaglia d'Oro al Merito Civile.

A testimonianza di quel periodo restano ancora tre murales realizzati da alcuni deportati ed in particolar modo da Zivi Miller. Questo ha dato spunto alla realizzazione del Museo della Memoria e dell'Accoglienza, che è stato inaugurato il 14 gennaio 2009, dove oltre ai murales si trova tutto il materiale storico concernente il periodo proveniente dall'archivio storico dell'APME - Associazione Pro Murales Ebraici di Santa Maria al Bagno e dal Comune di Nardò, con annessa biblioteca, emeroteca e documentazione visiva e multimediale, oltre ad ospitare diverse mostre ed eventi.
Negli ultimi anni il centro è abitato stabilmente anche nel periodo invernale.

## Monumenti e luoghi d'interesse

### Architetture militari

#### Torre del Fiume di Galatena

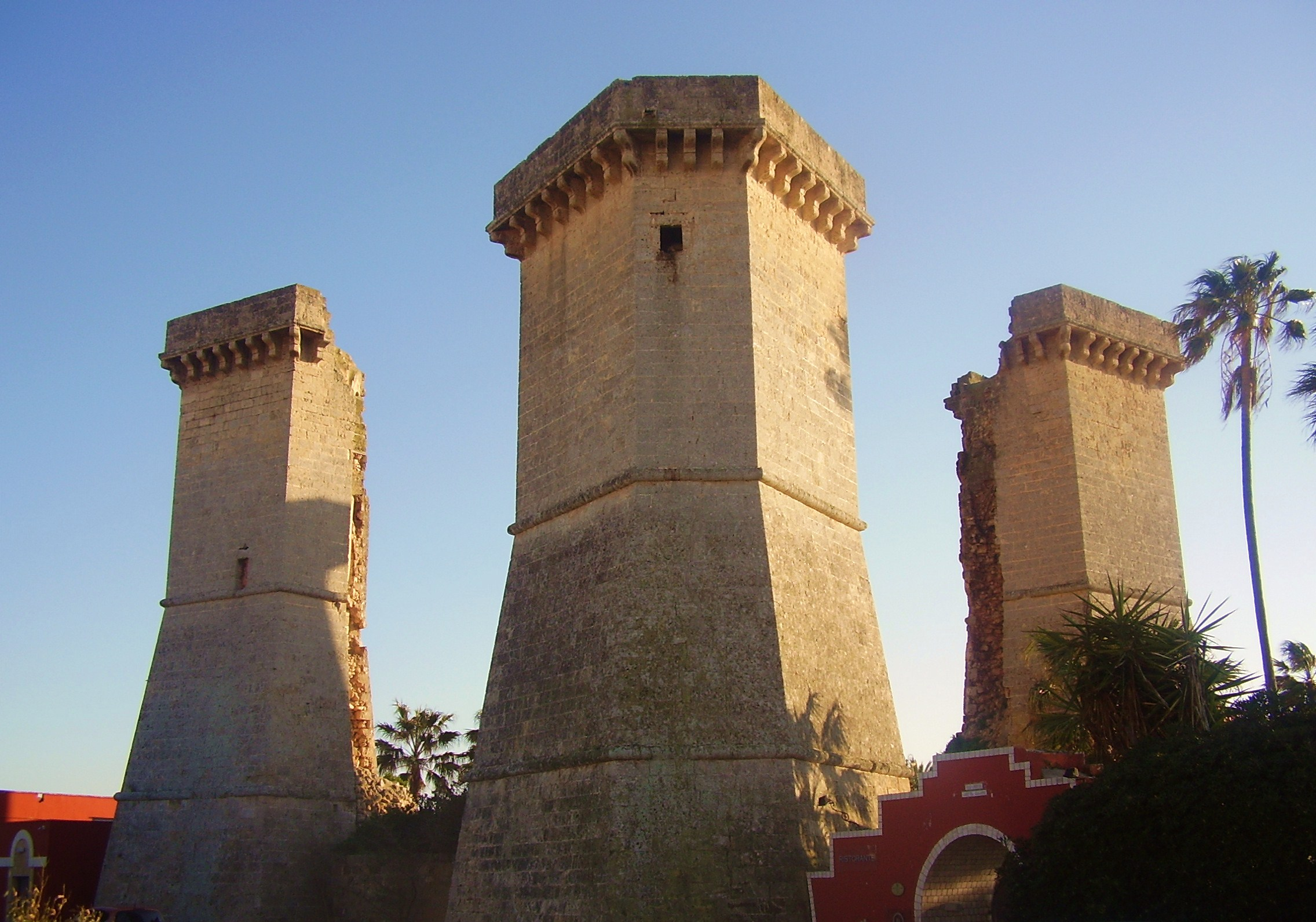
Torre del Fiume di Galatena

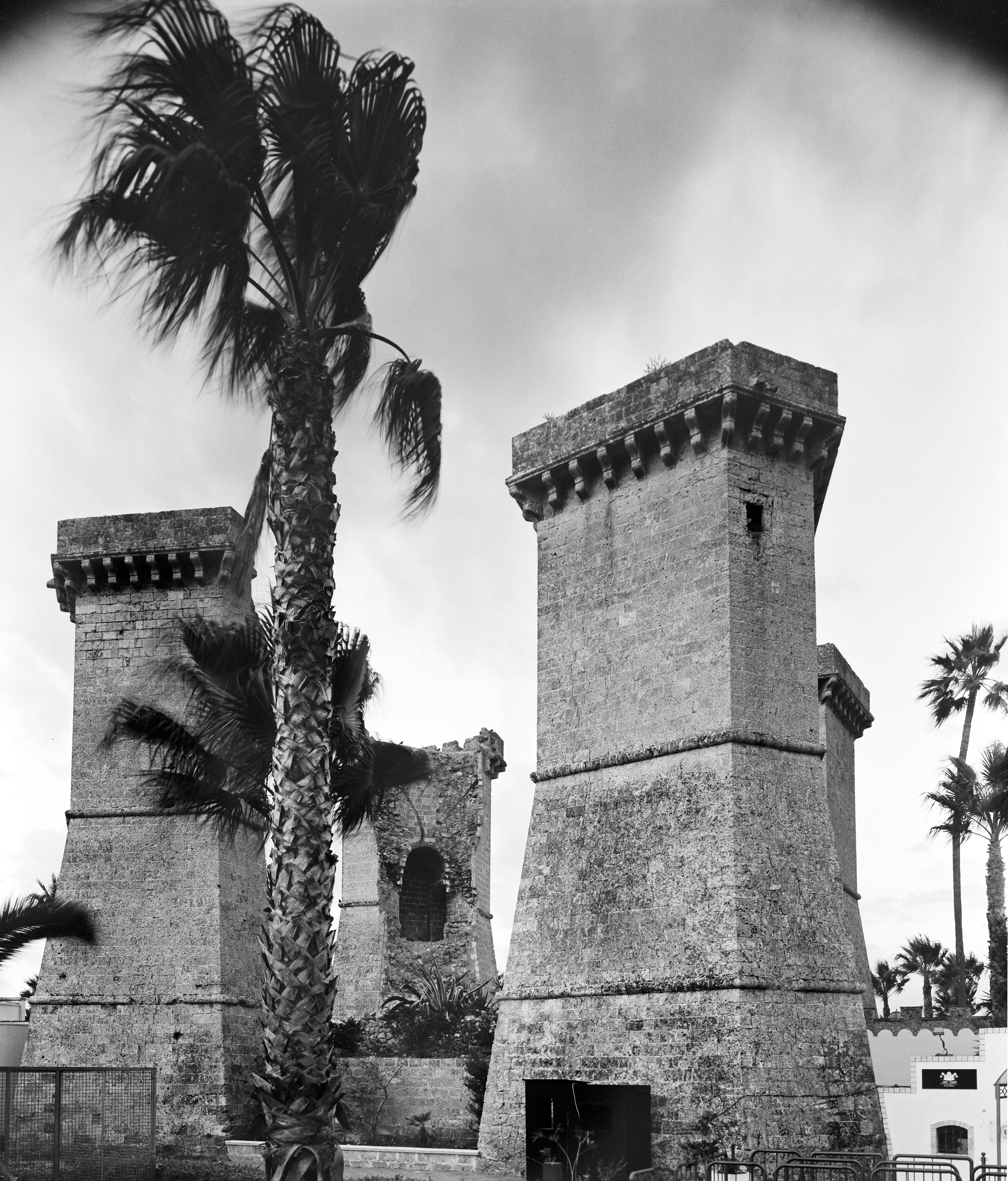
Le rovine della torre all'alba.

La Torre del Fiume di Galatena è una delle numerose torri costiere di avvistamento del Salento costruita da Carlo V, nel XVI secolo, per difendere il territorio dagli assalti dei Saraceni. Nel luogo dove è collocata la torre è presente una sorgente di acqua dolce, conosciuta anche dai pirati che spesso attaccavano la zona per rifornirsi.
Carlo V decise quindi di proteggere questa sorgente facendo erigere la torre. La torre presentava una struttura tronco piramidale a base quadrata con bastioni angolari a pianta pentagonale ed un'altezza di 16 metri. Nella parte superiore era presente un marcapiano con beccatelli. La parte centrale dell'antica torre crollò probabilmente non molto tempo dopo la sua costruzione, in seguito a qualche attacco nemico o a fenomeni tellurici. Oggi restano solo i quattro bastioni angolari: per questo la torre è anche detta "delle Quattro colonne".

### Altro

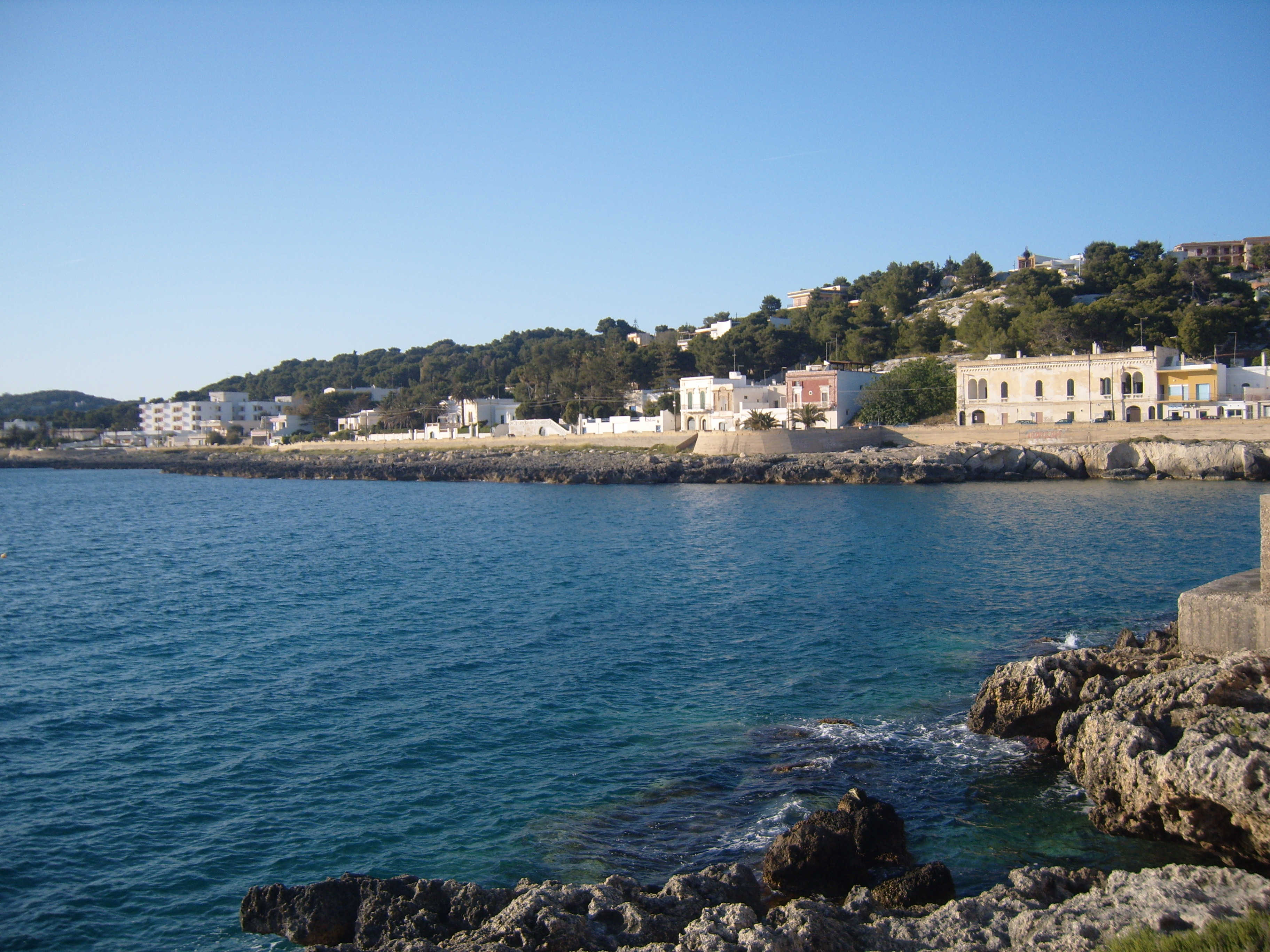
Veduta di Santa Maria al Bagno

- Ville e palazzi signorili
- Murales di Zivi Miller
- Necropoli in contrada "Mondo Novo"
- Terme
- Grotta del Fico

## Infrastrutture e trasporti

### Strade
- Strada provinciale 90 Galatone - Santa Maria al Bagno
- Strada provinciale 108 litoranea Santa Maria al Bagno - Gallipoli